# Taeniophyllum
Taeniophyllum je rod asi 240 druhů epifytických nebo litofytických rostlin z čeledi Orchidaceae. Rostliny tohoto rodu jsou víceméně bezlisté, s velmi krátkým stonkem a s kořeny, které jsou často ploché, zelené a přebírají fotosyntetickou úlohu. Květy jsou malé, krátkodobé, ploché nebo trubkovité a uspořádané na krátkých tenkých květních stopkách. Orchideje tohoto rodu se vyskytují v Africe, tropické a subtropické Asii, Nové Guineji, Austrálii a na některých ostrovech západního Pacifiku.
Název Taeniophyllum je odvozen od starořeckých slov tainia, což znamená „stuha“, „pás“, „proužek“ nebo „tasemnice“, a phyllon znamenající „list“.

## Popis
Orchideje rodu Taeniophyllum jsou malé, monopodiálně větvené byliny s listy redukovanými na drobné, překrývající se, nahnědlé šupiny. Mají pouze krátký stonek s četnými šedými nebo nazelenalými kořeny, které fotosyntetizují, zejména v období dešťů. Květy jsou malé, uspořádané na krátké kvetoucí stopce a kvetou jen asi jeden den. Vnější i vnitřní okvětní lístky jsou buď volné a široce rozevřené, nebo jsou spojeny v blízkosti báze a tvoří trubku. Pysk má někdy tři laloky a obvykle má vakovitý výběžek.

## Rozšíření a ekologie
Rostliny tohoto rodu rostou v Africe od Ghany po Zimbabwe, v tropické a subtropické Asii včetně Indie, Číny, Japonska a Koreje, v jihovýchodní Asii včetně Thajska, Vietnamu a Indonésie, na Nové Guineji, Austrálii a na některých tichomořských ostrovech, jako je Fidži, Nové Kaledonie a Tonga. Jsou to epifyty nebo litofyty, zřídka vyrůstají též terestricky. Nejčastěji rostou ve vlhkých stálezelených lesích, se zástupci rodu se lze však setkat též v suchých subtropických lesích, v mangrovech, ve svahových lesích, ale i na plantážích či na velkých keřích v městské zeleni, v nadmořských výškách od 0 do 3600 m.

## Využití
Existují zmínky o domorodém využívání některých druhů jako léku proti bolesti, ve formě odvaru či přiložení rozmačkaných kořenů na postižená místa. V kultuře jsou pěstovány zřídka.

## Galerie

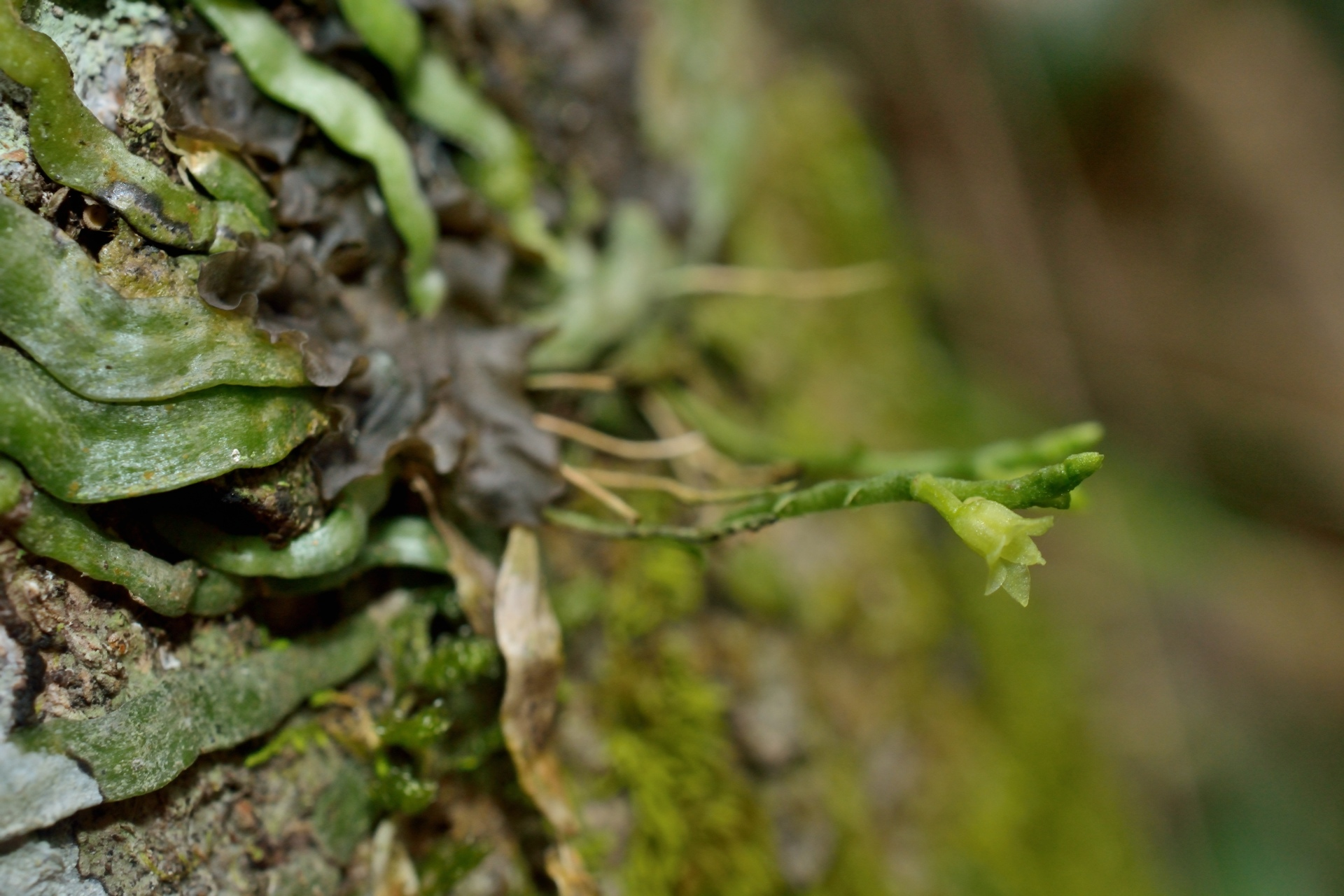
Taeniophyllum complanatum
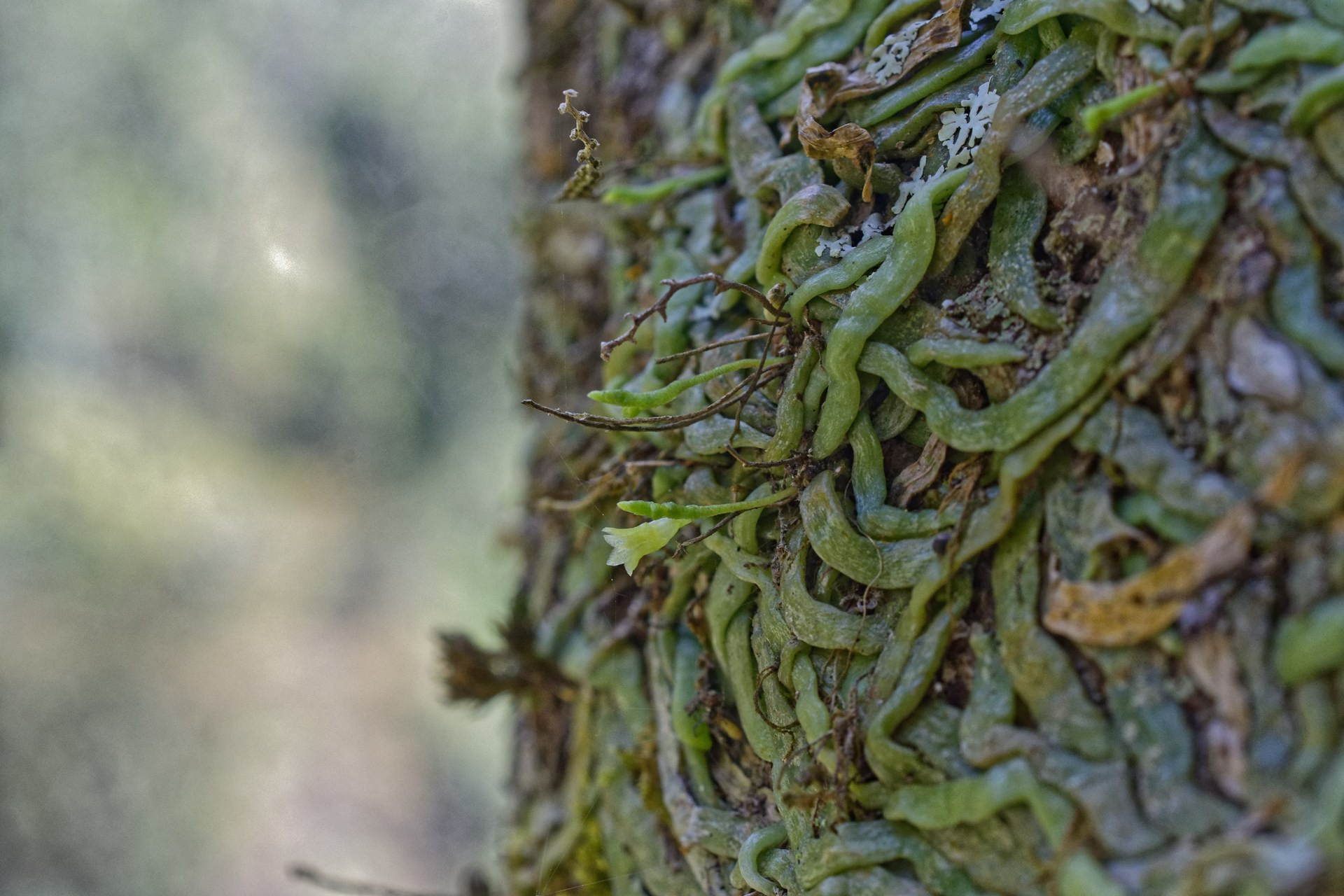
Taeniophyllum complanatum – porost na kmeni stromu
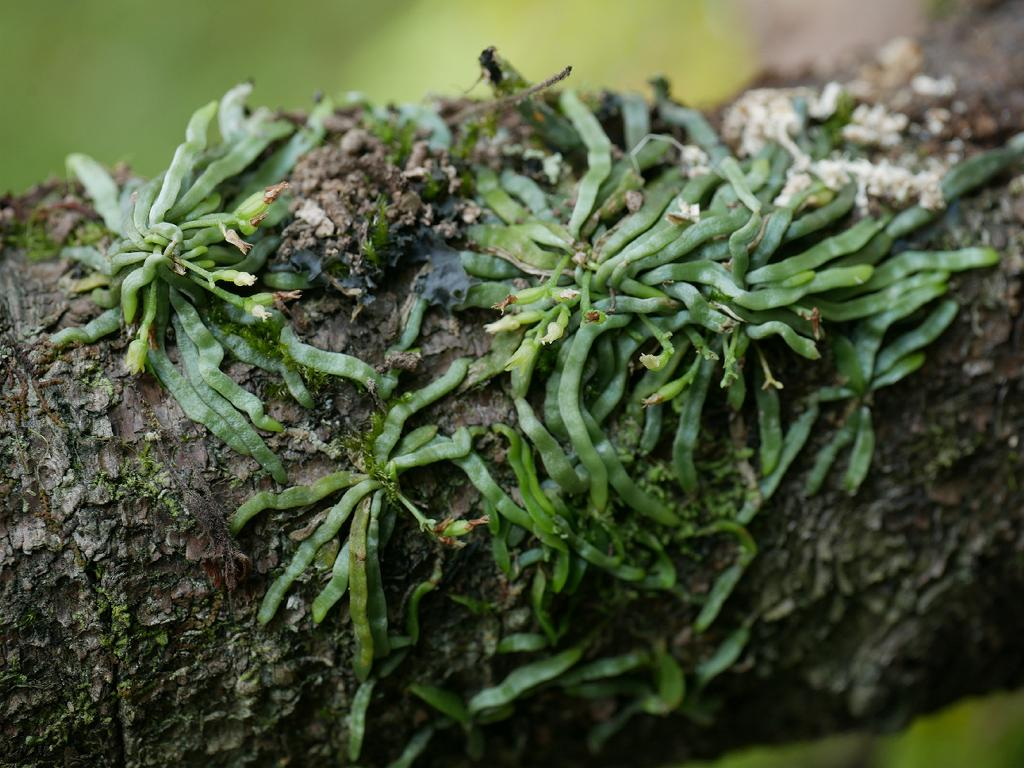
Taeniophyllum glandulosum
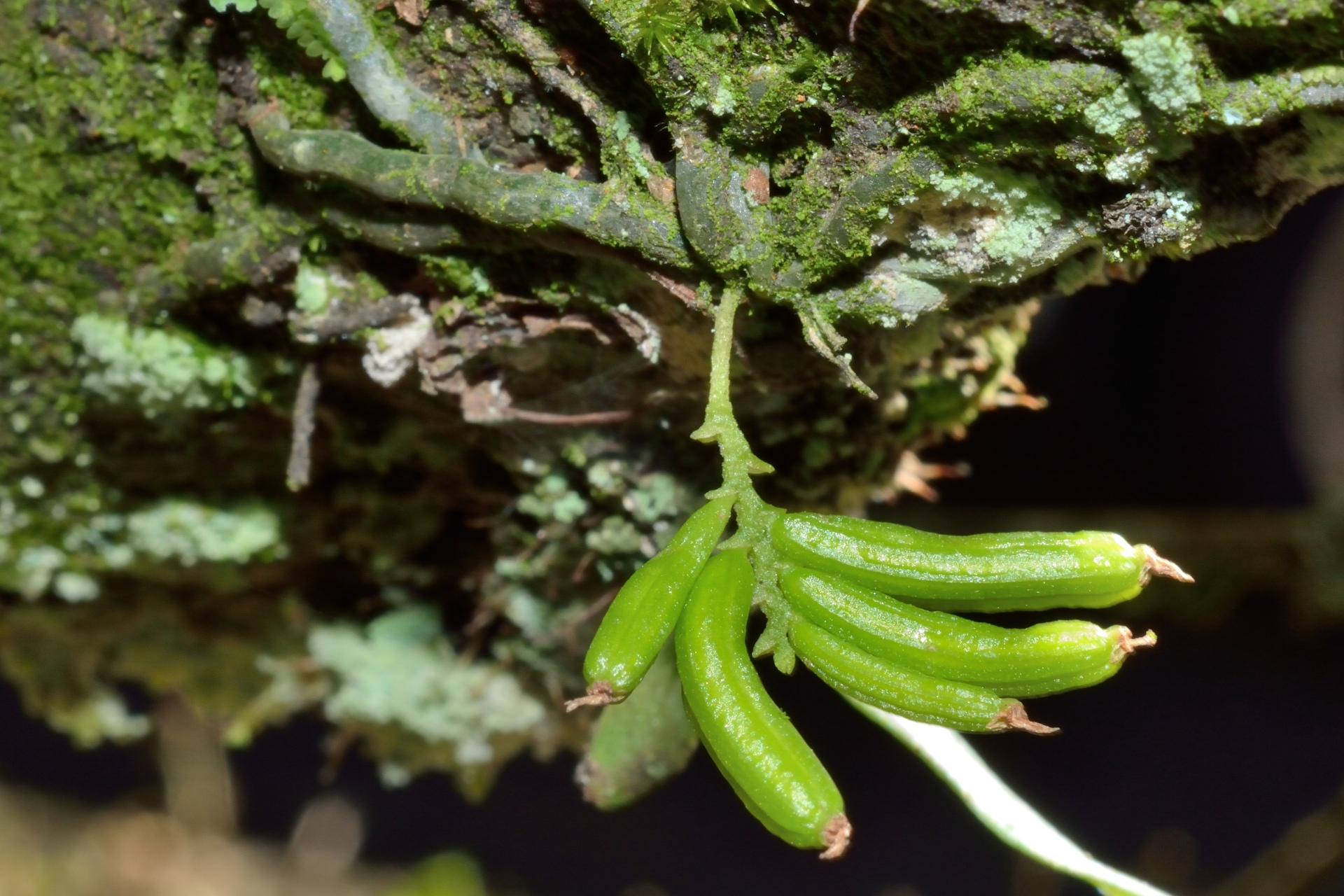
Taeniophyllum aphyllum – odkvetlá rostliny s plody
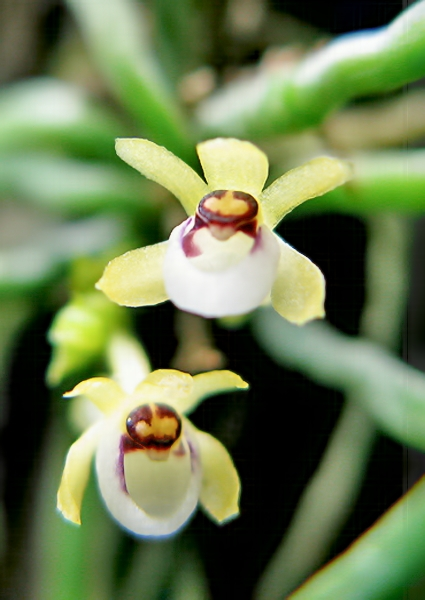
Taeniophyllum biocellatum – detail květů